# Paul Annett
Paul Anthony Annett (18 de febrer de 1937 - 11 de desembre de 2017) va ser un director de cinema i televisió anglès. va dirigir nombrosos programes de televisió com Poldark i Gent del barri. La seva filla és l'actriu Chloë Annett. Va morir l'11 de desembre de 2017 i va ser enterrat al costat est del Cementiri Highgate.

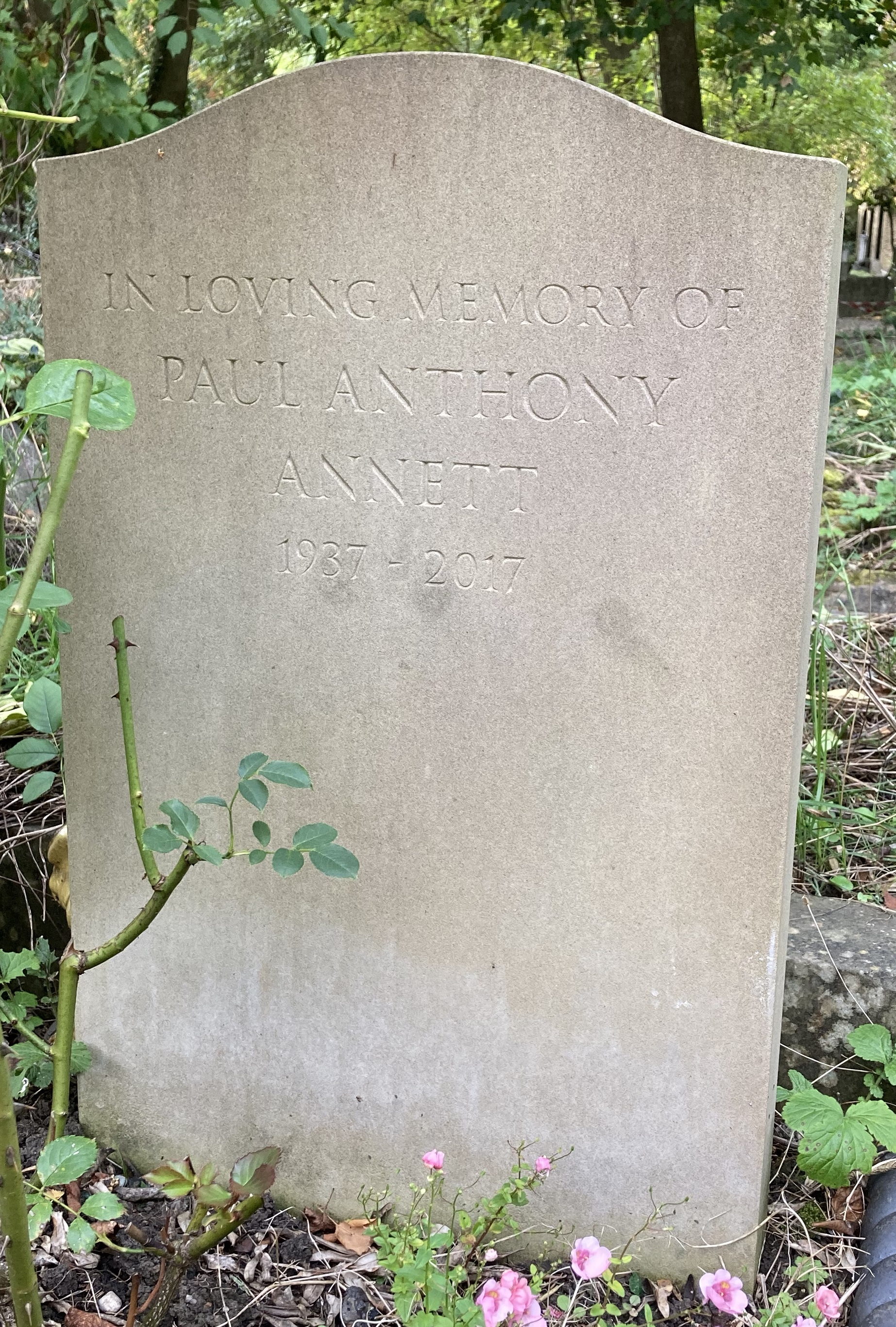
Tomba de Paul Annett al cementiri de Highgate

## Pel·lícules dirigides
- La bèstia ha de morir, 1974[2]

## Sèries de televisió
- Poldark (primera temporada)
- Grange Hill
- Secret Army
- Within These Walls
- The Adventure of Sherlock Holmes (tres episodis)
- Emmerdale
- Brookside 1997[3]
- Byker Grove
- Gent del barri